# Conquista del Algarve
La conquista definitiva del Algarve tuvo lugar entre 1238, cuando la Orden de Santiago conquistó el castillo de Estômbar, y 1249, cuando el rey Afonso III tomó Faro, Loulé, Porches, Albufeira y Aljezur.

## Contexto
Portugal se había dedicado a reconquistar territorios bajo control musulmán desde desde la fundación del Condado Portucalense en 868.
En 1189, el rey Sancho conquistó Silves, en el Algarve, pero la gran ciudad musulmana fue reconquistada por los almohades en 1191 y casi todas las conquistas portuguesas al sur del Tajo se perdieron, con la excepción de Évora. Después de esto, la nobleza portuguesa se abstuvo de participar en la reconquista de territorios relativamente alejados a los moros, dejando la tarea en manos de las órdenes militares y de los almogávares.

### Pelayo Pérez Correa

La cruce de Santiago.

En 1234, el Gran Maestre de la Orden de Santiago, Pedro González Mengo, decidió llevar a cabo la conquista del sur del Alentejo y del Algarve. Para eso, transfirió considerables recursos a la encomienda de la Orden en Alcácer do Sal, cuyo comendador era el experimentado fraile Pelayo Pérez Correa, que entró en la ciudad en febrero de ese año. La Crónica de la Conquista del Algarve dice que, "después de su partida, los moros se pusieron pronto todos de acuerdo y todos trabajaron para defender su tierra", mientras que antes habían estado "en gran desesperación".

### Emirato del Algarve
El Algarve de hoy formaba parte de un emirato musulmán que se extendía al norte de las montañas del Algarve y al este del río Guadiana, con sede en la ciudad de Niebla, cuyo emir era Musa Ibn Muhammad Ibn Nassir Ibn Mahfuz, o Abenmahfot en las crónicas cristianas.
Abenmahfot había huido de Sevilla cuando Ibn Hud tomó el poder en esa ciudad y derrotó a la facción de Al-Baji, de la que Abenmahfot era seguidor. Al tomar Niebla en 1234 o 1236, adoptó el título de «emir de Occidente» y pagó vasallaje al rey Fernando III de Castilla, una forma de protegerse tanto de los portugueses que avanzaban desde el norte como de los musulmanes que le amenazaban desde Sevilla. A él se unieron las ciudades del suroeste peninsular.
También en 1234, Pelayo Pérez Correa obtiene la sumisión de Aljustrel. En 1238, al mismo tiempo que Sancho II tomaba la ciudad portuaria de Ayamonte, Pelayo Pérez Correa conquistó Mértola, considerada por los musulmanes como la mejor fortaleza del oeste peninsular, que daba acceso a la orilla izquierda del río Guadiana. También ocupó el castillo de Alfajar da Pena, lo que le permitió dominar la «Terra Chã» entre Ayamonte y las ciudades de Saltes, Gibraleón y Huelva, que protegían Niebla. A partir de este momento, el Algarve vio cortadas sus comunicaciones terrestres con el resto de la península, pero los conflictos que estallaron entretanto entre el rey Sancho II y la Iglesia obligaron a la Orden de Santiago a emprender la conquista del Algarve totalmente en solitario, sin poder contar con el apoyo de la hueste y la flota del rey portugués.

## La conquista del Algarve 1238-1249
El principal obstáculo para penetrar en el Algarve eran las sierras de Monchique y Caldeirão. Muchos caballeros dudaban de la viabilidad de abrirse paso más allá de las montañas debido a la falta de hombres y a las dudosas ganancias. Pelayo Pérez Correa, sin embargo, contaba con el apoyo del caballero García Rodrigues que, debido a su anterior ocupación como comerciante, conocía bien el Algarve, sus rutas, defensas y vulnerabilidades.

### Toma de Estômbar y Alvor

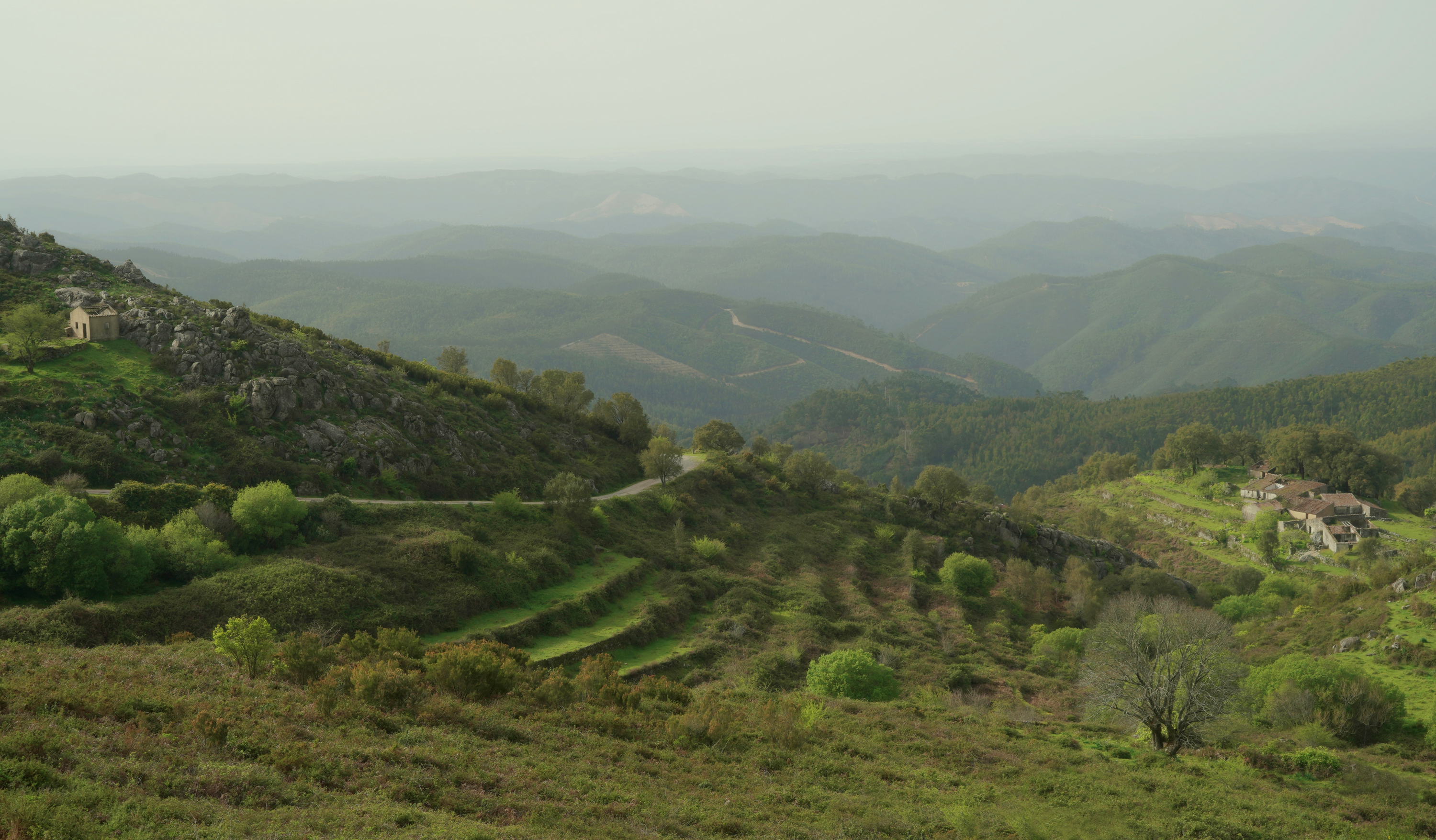
Sierra de Monchique.

Presumiblemente en la primavera de 1238, jinetes almogávares, que se ganaban la vida con incursiones a través de las fronteras, liderados por García Rodrigues, cruzaron cuidadosamente las montañas, marchando de noche y acampando de día para no ser detectados por los musulmanes, sorteando el castillo de Ourique, la primera fortificación que guardaba la entrada a las montañas. Tomaron por sorpresa el albacar de Estômbar, al que Pelayo Pérez Correa se dirigió con sus hombres en cuanto fue avisado y lo reforzó con una guarnición necesaria para su eficaz defensa. A continuación se conquistó la torre de Alvor. Estos fueron los "contracastillos" que se utilizarían para atacar los alrededores de la gran ciudad de Silves, debilitando a sus habitantes hasta la toma final. Desde Estômbar, Pelayo Pérez Correa y los santiaguistas realizaran numerosas cabalgadas contra las aldeas, granjas y huertas del fértil valle del Arade.

### El cambio de Estômbar y Alvor por Cacela, octubre de 1238
Los castillos de Marrachique, Ourique, Messines y Montagudo, que protegían las sierras, seguían en manos musulmanas, lo que dificultaba el abastecimiento de los caballeros santiagistas en Estômbar y Alvor desde Aljustrel. Abenmahfot, por su parte, carecía de medios para defender el Algarve occidental, por lo que propuso cambiar el castillo de Estômbar por el de Cacela Velha a oriente de Tavira.
Mayor fortificación y más fácil de defender que Estômbar, parecía un buen cambio por la Orden, por lo que Pelayo Pérez Correa tomó posesión de él en octubre de 1238. Abenmahfot, sin embargo, sabía que Tavira era menos vulnerable que Silves, además de que Cacela se encontraba en la parte más inhóspita del Algarve, no tenía asentamientos significativos al este y que el terreno al oeste era más abierto y, por tanto, favorecía la superioridad numérica musulmana.

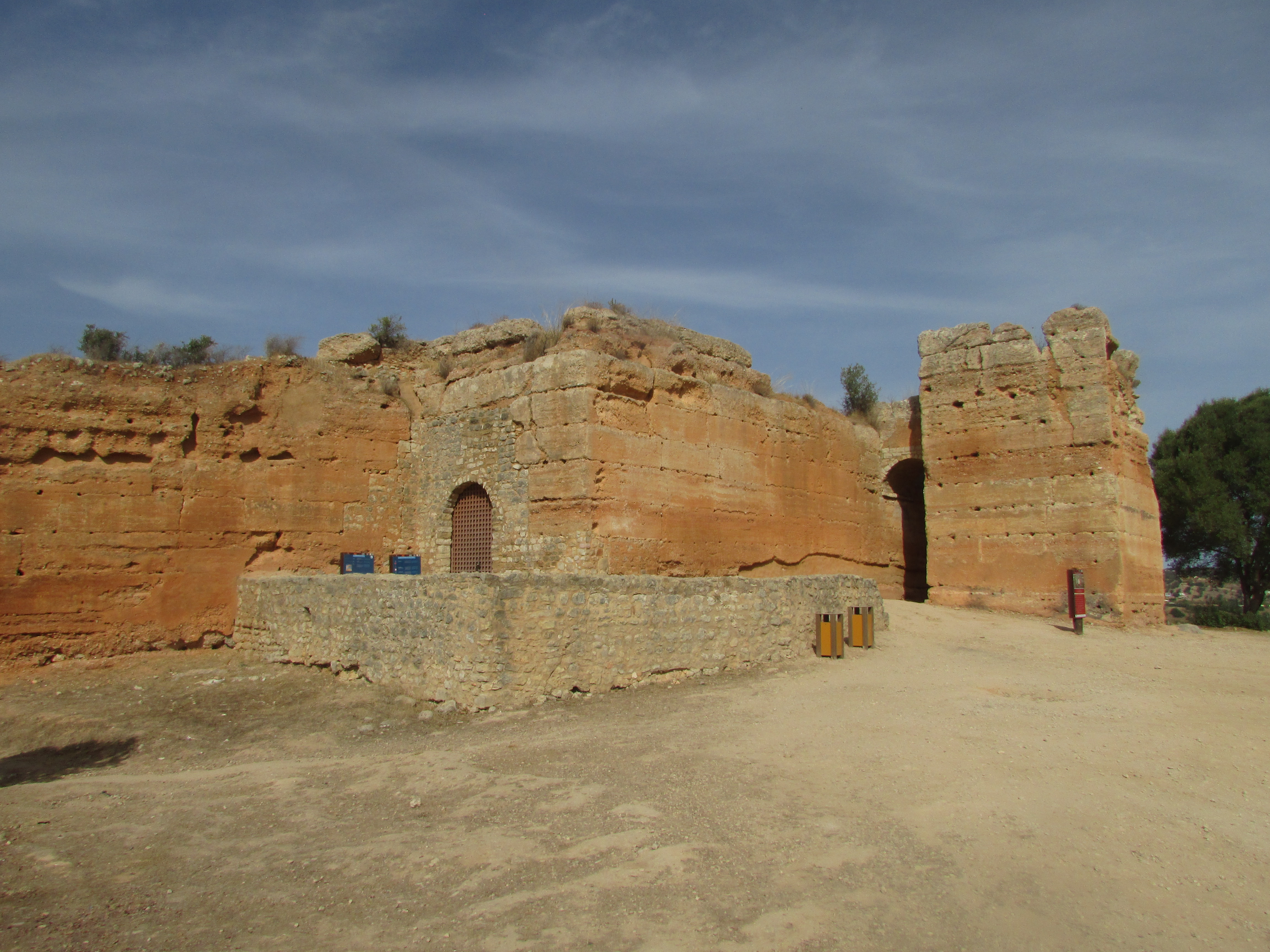
El castillo de Paderne

Probablemente en junio de 1239, Pelayo Pérez Correa intentó tomar por sorpresa el castillo de Paderne desde Cacela, que custodiaba el camino que unía el este con Silves y desde donde se podían lanzar algaras en todas direcciones, pero fueron detectados al acercarse y obligados a retirarse. Los caballeros de Faro, Loulé y Tavira unieron entonces sus fuerzas bajo el mando de Aben Fabola de Tavira, con el fin de interceptar a los cristianos y obligarlos a luchar en campo abierto. Sin embargo, los musulmanes también fueron detectados por los exploradores cristianos y, al amanecer del día siguiente, los santiaguistas los derrotaron con una carga de caballería, en el lugar todavía llamado "Desbarato", cerca de Santa Catarina da Fonte do Bispo. Paio Peres Correia se detuvo por sospechar una retirada fingida, estratagema frecuentemente utilizada por los moros. Al día siguiente, la retaguardia de los santiaguistas, en la que seguía Pelayo Pérez, fue atacada en Almargem, obligándolos a refugiarse en el "Cabeço do Mestre" hasta el anochecer.

### La toma de Tavira

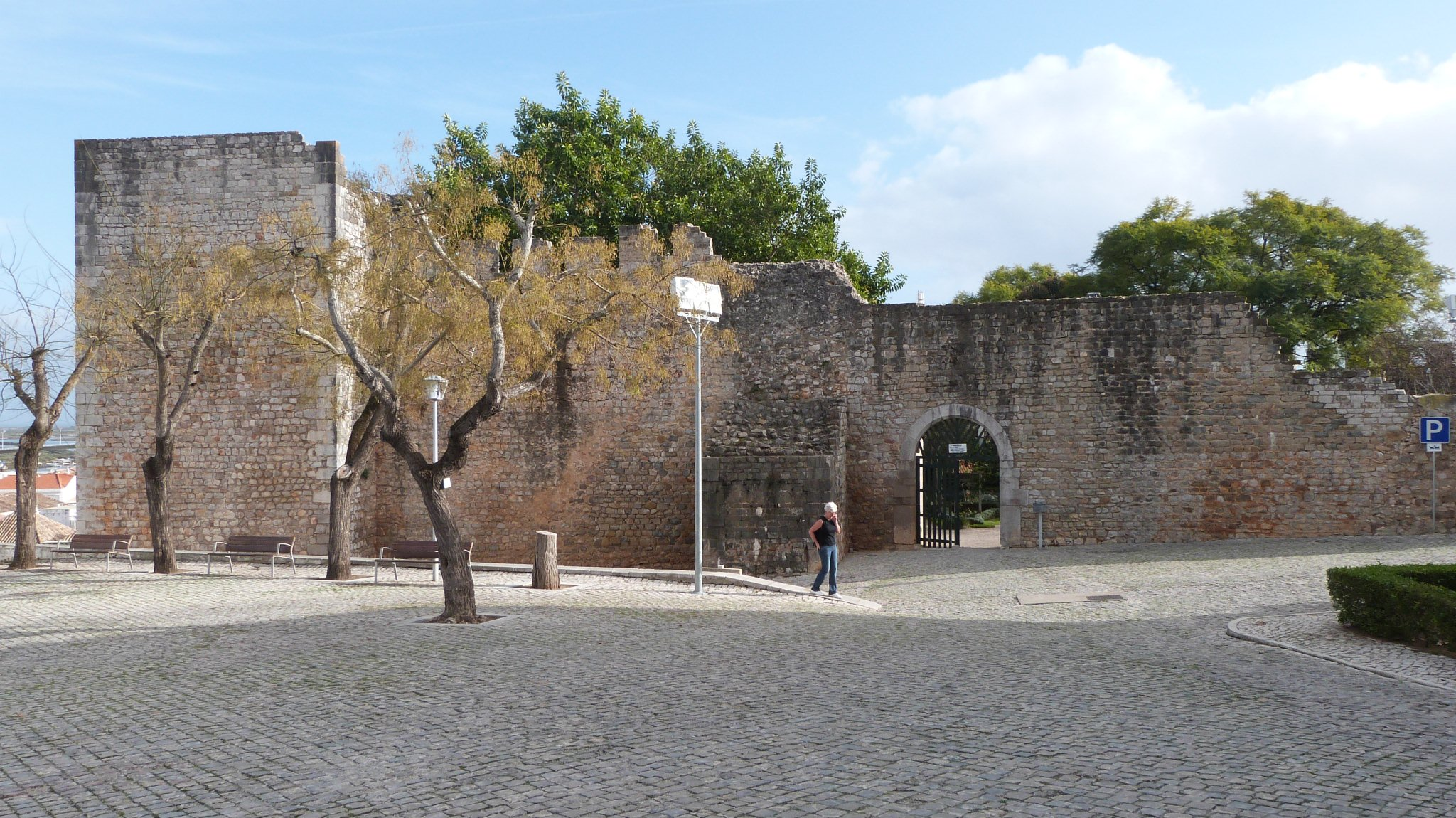
El castillo de Tavira.

Al no haber conseguido derrotar con contundencia a los Caballeros Santiaguistas, los musulmanes firmaron una tregua con Pelayo Pérez para los meses de julio a septiembre, con el fin de poder segar el trigo y cosechar los higos en paz; el maestre aceptó para poder reclutar más hombres.
A pesar de la tregua, García Rodrigues y seis caballeros fueron masacrados en Antas, en la actual parroquia de Luz de Tavira, por la guarnición de Tavira, que se sintió provocada cuando cruzaron al territorio de la ciudad para cazar pájaros. Advertido del caso, Pelayo Pérez consiguió reunir a sus hombres, derrotar a la guarnición cuando aún estaba en Antas y perseguirla hasta las puertas de Tavira, consiguiendo penetrar por la Porta da Traição antes de que se pudiera organizar cualquier resistencia.

### La toma de Salir, Silves y Paderne
Una vez conquistada Tavira, le siguió Salir, un castillo situado en una de las pocas carreteras que atravesaban longitudinalmente el Algarve y lo conectaban con el Alentejo.

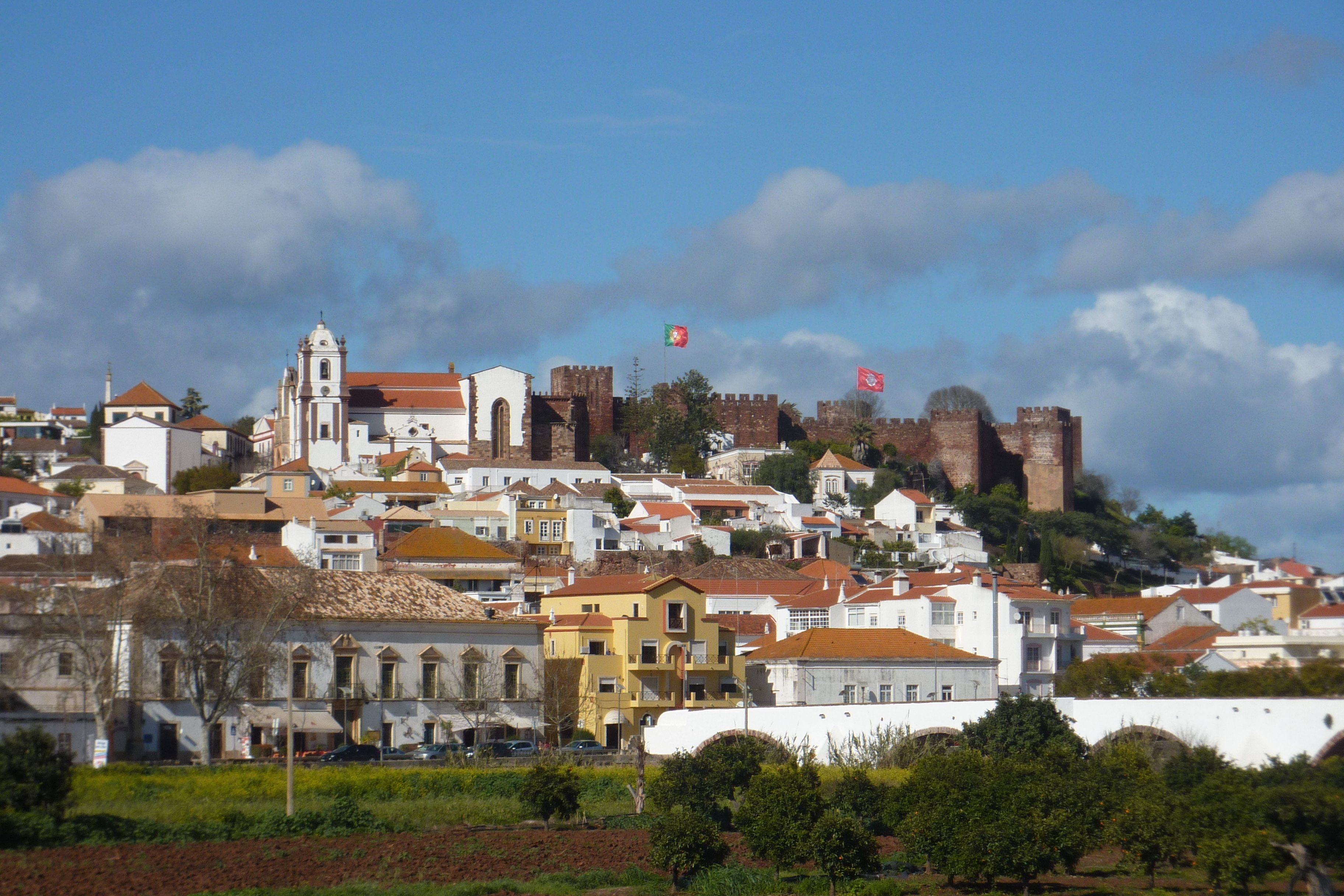
La alcazaba de Silves.

Pelayo Pérez intentó entonces conquistar Silves, donde Abenmahfot se encontraba en aquel momento, mediante un estratagema: envió un pequeño destacamento a sitiar Estômbar, difundiendo la falsa información de que iba a comandar el grueso de las tropas y, cuando supo que Abenmahfot había abandonado Silves con el grueso de la guarnición, atacó Silves, escalando sus murallas. La alcazaba de Silves, a la que se habían retirado la mayoría de los habitantes, aún resistía a los santiaguistas cuando Abenmahfot regresó con sus tropas. Los musulmanes se enzarzaron entonces en sangrientos enfrentamientos con los cristianos en la "Couraza", la sección de la muralla que conectaba la ciudad con el río, pero al no ver forma de rescatar la ciudad, Aben mahfot se retiró. Vivió otras dos docenas de años, aunque una tradición local dice que se ahogó en un río cercano. La alcazaba de Silves fue penetrada en algunos puntos y rendida mediante un acuerdo favorable ofrecido por Pelayo Pérez. La astuta conquista de Silves fue la obra maestra táctica de Pelayo Pérez Correa durante su campaña en el Algarve.
Paderne fue conquistada pocos días después por escalada y sus defensores muertos por matar a dos caballeros de Santiago. Es probable que los castillos de Monchique, Montagudo, Marachique, Ourique y Messines se rindieran poco después.

### La toma de Faro, Loulé, Aljezur, Porches y Albufeira, 1249

Estandarde del rey Alfonso III de Portugal.

Una vez que Pelayo Pérez Correa regresó a Castilla, en el Algarve se quedaran bajo el poder musulmán las poblaciones de Aljezur, Faro, Loulé, Porches y Albufeira, que eran difíciles de tomar sin una flota y cuyos señores se sometieron a la autoridad de los Benimerín de Marruecos.
En 1241, el Papa Gregorio IX emitió la bula Cum Charissimus con el fin de presionar al rey Sancho II para que redujera estos últimos enclaves, pero el rey portugués, incapaz de controlar sus nobles y luchando en una guerra civil contra su hermano Alfonso III, no pudo llevar a cabo nuevas campañas militares en el Algarve.
Victorioso Alfonso III en 1248, desencadenó nuevos ataques para consolidar su autoridad como rey frente a los nobles refractarios, recompensar a sus fieles seguidores y cumplir una promesa que había hecho al papa Inocencio IV en 1245 si accedera al trono.
En las primeras semanas de marzo de 1249, el rey Alfonso III atravesó la sierra del Algarve por Almodôvar. Acompañándole estaban sus principales partidarios durante la guerra civil, con Don João de Aboim a la cabeza, pero también los jefes de las órdenes militares, como el maestre de la Orden de Calatrava en Portugal, Don Lourenço Afonso, y Pelayo Pérez Correa al frente de los santiaguistas, este último acompañado por Gonçalo Peres Magro, comendador de Mértola.
El primer asedio se impuso a la importante ciudad portuaria de Faro. Mientras no apareció la flota portuguesa, el alcalde Alboambre opuso cierta resistencia, contando con refuerzos del norte de África, pero una vez bloqueado el puerto, la ciudad entregó las llaves al rey portugués, evitando así el derramamiento de sangre y garantizándose un estatuto favorable.

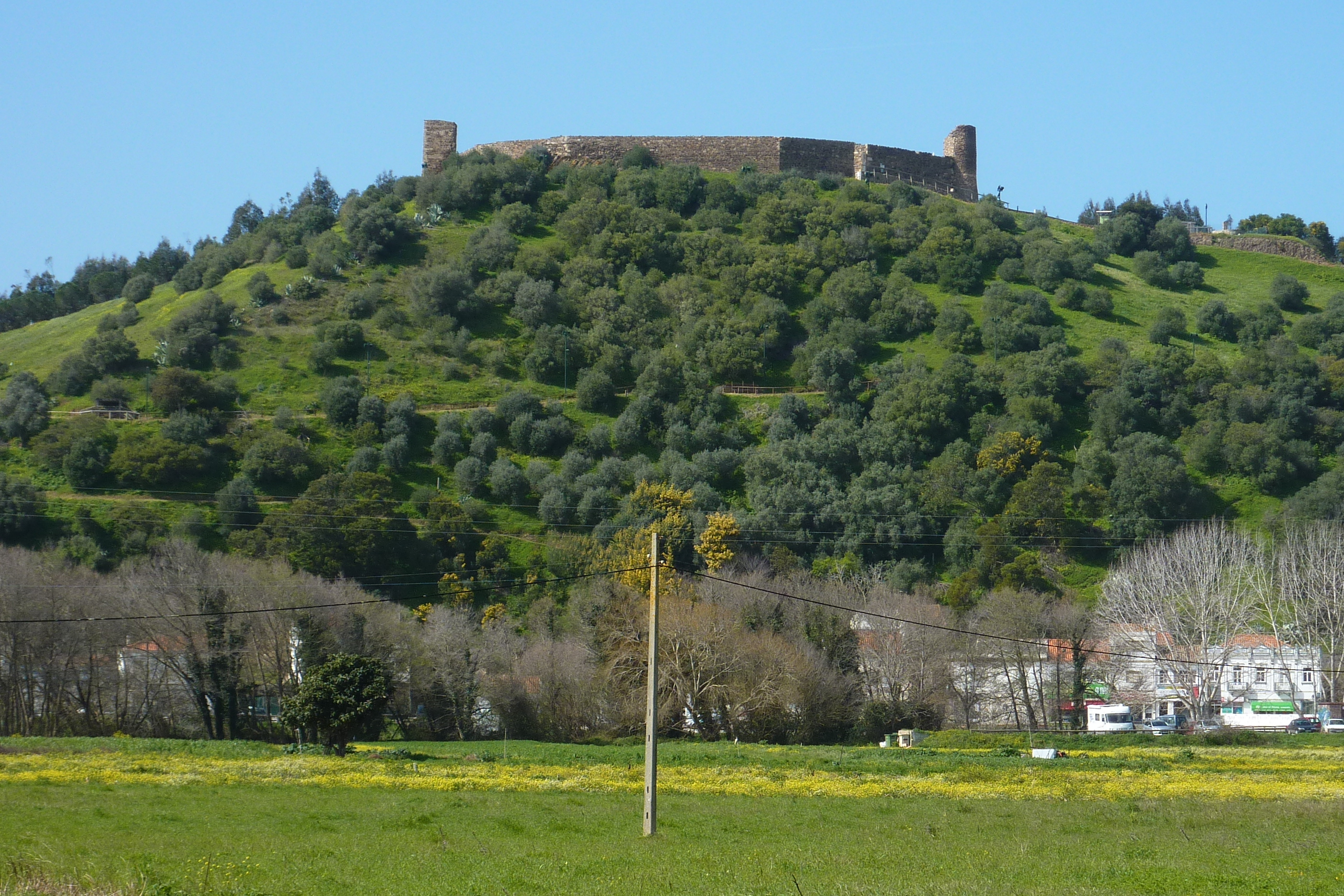
El castillo de Aljezur

Una vez conquistada Faro, Loulé se rindió tras pocas acciones. Porches y Albufeira se rindieron a D. Lourenço Afonso. Aljezur fue tomada por Pelayo Pérez Correa según la Crónica de la Conquista del Algarve, cerrándose así la conquista del Algarve.

## Consecuencias
Al administrar eficaz e inteligentemente los limitados recursos de que disponía, Pelayo Pérez Correa no sólo no sufrió nunca las dificultades inherentes a la travesía de las montañas o a la conquista de castillos de montaña, sino que conquistó la mayor parte del Algarve y sus ciudades más importantes mediante la guerra de "razias" o "correrias", sin imponerles nunca asedios materialmente inasequibles para la Orden.
Don Alfonso III completó la conquista del Algarve y asumió el título de "Rey de Portugal y del Algarve", creado por Don Sancho I al conquistar Silves 60 años antes.
El rey de Portugal había reclamado para sí la conquista del Algarve, pero Abenmahfot se había declarado vasallo del rey Fernando III de Castilla, que por tanto consideraba que el territorio le pertenecía. Esto provocó una crisis diplomática entre el rey Afonso y el rey Fernando, que sólo se resolvió definitivamente con la firma del Tratado de Badajoz en 1267, en el que se reconocían los derechos del rey Afonso y se fijaba la frontera en el Guadiana.